# Llicència per matar (pel·lícula de 1975)
Llicència per matar (original: The Eiger Sanction) és una pel·lícula estatunidenca dirigida per Clint Eastwood el 1975. Ha estat doblada al català

## Argument
Jonathan Hemlock és un professor d'història de l'art i col·leccionista que ha finançat durant molt de temps el seu hobby amb «contractes» a compte d'un fosc gabinet, portant una perillosa doble vida com a assassí a sou per a una organització secreta internacional. Tanmateix, ara objecte de xantatge perquè dugui a terme una última missió: la víctima serà una de les tres persones –un assassí rus– que intenten l'ascensió a l'Eiger, un perillós cim dels Alps Suïssos.

## Repartiment
- Clint Eastwood: Dr. Jonathan Hemlock
- George Kennedy: Ben Bowman
- Vonetta McGee: Jemima Brown
- Jack Cassidy: Miles Mellough
- Heidi Brühl: Mrs. Anna Montaigne
- Thayer David: Dragon
- Reiner Schöne: Karl Freytag
- Michael Grimm: Anderl Meyer
- Jean-Pierre Bernard: Jean-Paul Montaigne

## Al voltant de la pel·lícula
- La pel·lícula havia de ser interpretada per Paul Newman, però aquest no estava interessat en el projecte i Eastwood va agafar el paper.